# KIAM (小惑星)
KIAM (11011 KIAM) は小惑星帯に位置する小惑星である。ロシアの天文学者、ニコライ・チェルヌイフが発見した。
ロシア科学アカデミーの ケルディシュ応用数学研究所（英語表記：w:Keldysh Institute of Applied Mathematics、ロシア語表記： Институт прикладной математики им. М.В.Келдыша）の英語表記の略称から命名された。
研究所の名前になっている数学者のM.V.ケルディシュ (Mstislav Vsevolodovich Keldysh、Мстислав Всеволодович Келдыш) は小惑星 (2186) Keldysh に命名されている。